# パオラ・クローチェ
パオラ・クローチェ（Paola Croce, 1978年3月6日 - ）は、イタリアの元女子バレーボール選手。ポジションはリベロ。元イタリア代表。

## 来歴
クローチェは9歳のときにバレーボールを始める。1995年、Roma7Volleyに入団し、4シーズンプレーした。2001-02シーズンからは強豪ペルージャに移籍し、セリエＡ、コッパイタリアなどで優勝を果たす。2004-05シーズンからベルガモでプレーし、欧州チャンピオンズリーグで金メダルを獲得した。
2003年にイタリア代表へ初選出される。2007年から本格的に代表でプレーし、同年のワールドグランプリで銅メダル、欧州選手権で金メダルを獲得した。2008年8月、北京オリンピックではレシーバーとして出場した。
2011年、ワールドカップで3年ぶりに代表復帰すると大会2連覇に貢献した。2012年、ロンドンオリンピックに出場した。

## 球歴
- オリンピック - 2008年（5位）、2012年（5位）
- ワールドカップ - 2011年（金メダル）
- ワールドグランプリ - 2007年、2008年

## 所属クラブ
- シリオ・ペルージャ（2001-2004年）
- バレー・ベルガモ （2004-2008年）
- River Piacenza （2008-2010年）
- RCカンヌ （2010年）
- Universal Modena （2011-2012年）
- Urbino（2013年）